# Mangaka Linux
Mangaka Linux é um sistema operacional GNU/Linux baseado no Ubuntu. Está especialmente desenvolvido para as necessidades específicas da comunidade otaku, uma vez que inclui os programas para legendas, navegar pela internet, reprodução e criação de conteúdo multimídia. A primeira versão utiliza um gerenciador de janelas leve (LXDE), para reduzir os requisitos mínimos de sistema para usar também em computadores antigos;  os desenvolvedores dizem que, com esta versão você pode reproduzir vídeos em alta resolução (720p) em um netbook. A segunda versão é mais focado em computadores mais recentes, usando o gerenciador de janelas do GNOME para uma maior usabilidade.

## A equipe
Mangaka Linux é desenvolvido por um grupo chamado AnimeSoft International, uma comunidade formada principalmente por usuários de Linux e fansubbers, que se desenvolve essa distribuição em seu tempo livre, que chamou o nome de código AngelOS (Anime GNU Empowered Linux Operating System, em português, "Sistema operacional Linux alimentado por GNU para animé).

## Lançamentos
Mangaka tem três distribuições Linux, todos em formato DVD. O primeiro é chamado One ("um" em inglês), usa ambiente de trabalho LXDE, enquanto o segundo eo terceiro, denominado Chu (trocadilho entre Inglês e palavra japonesa para "dois") e Moe, usando GNOME e estão mais focados em computadores de última geração, Chu foi lançado em novembro de 2009 e Moe em maio de 2010 . No caso do Chu, havia planos de distribuí-lo tanto em DVD como en um conjunto de CDs, mas este acabou por ser descartado.